# Johann Weber (biskup)
Johann Weber (ur. 26 kwietnia 1927 w Grazu, zm. 23 maja 2020 tamże) – austriacki duchowny rzymskokatolicki, w latach 1969–2001 biskup diecezjalny Graz-Seckau. 

## Życiorys
Święcenia kapłańskie przyjął 2 lipca 1950 w ówczesnej diecezji Seckau, w 1963 przemianowanej na Graz-Seckau. 10 czerwca 1969 papież Paweł VI mianował go ordynariuszem diecezji. Sakry udzielił mu 28 września 1969 Andreas Rohracher, ówczesny arcybiskup senior Salzburga. 14 marca 2001 przeszedł na emeryturę, na nieco ponad rok przed osiągnięciem biskupiego wieku emerytalnego przewidzianego w prawie kanonicznym i wynoszącego 75 lat. Od tego czasu pozostawał biskupem seniorem diecezji.